# Swiss Racing Team
Das Swiss Racing Team, kurz SRT, ist ein schweizerisches Motorsportteam, das von Othmar Welti und Erich Kolb im Jahr 2000 gegründet wurde. Es ist auf die Bereiche Formelsport und Gran Turismo spezialisiert.

## Historie

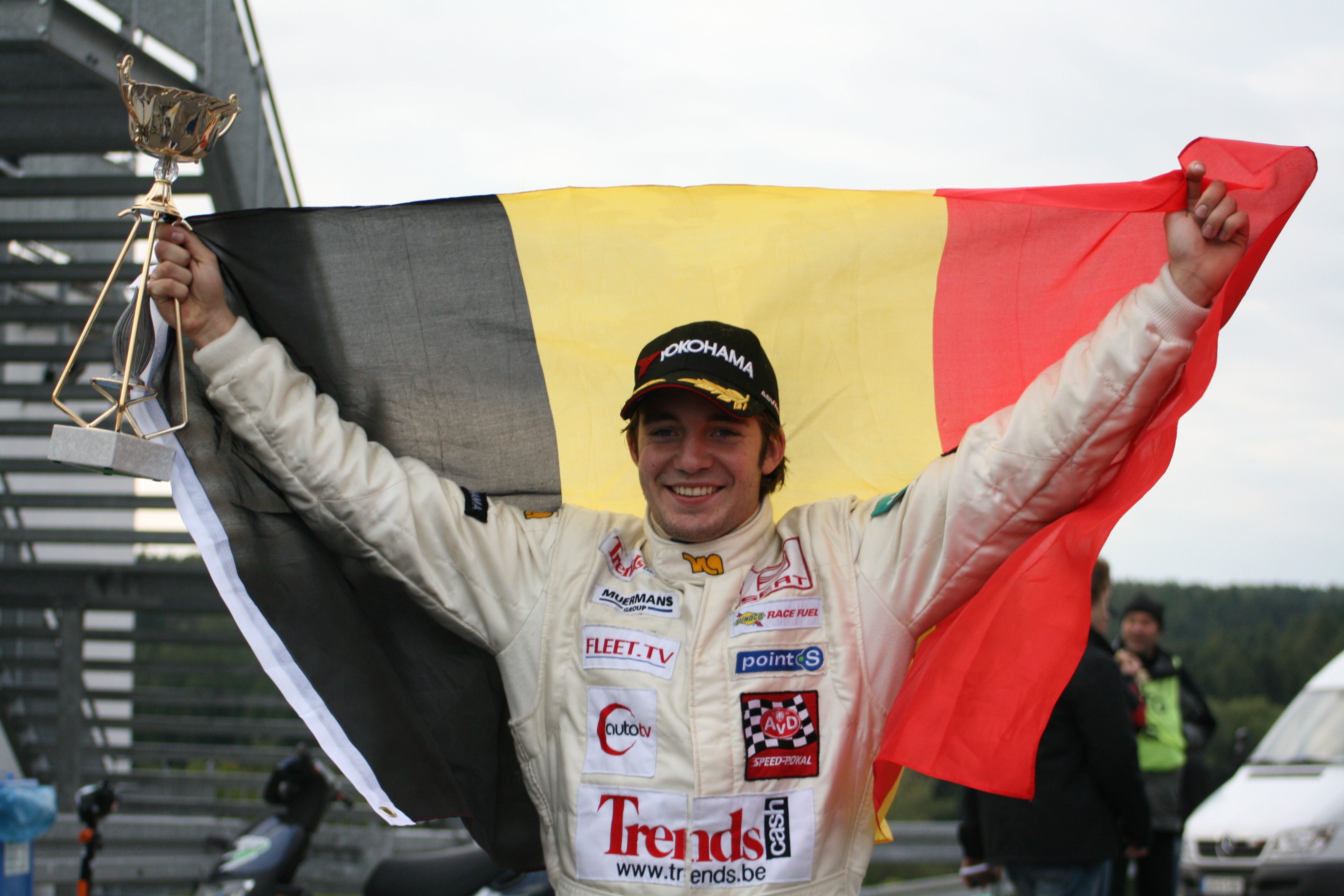
Frédéric Vervisch im Jahr 2008

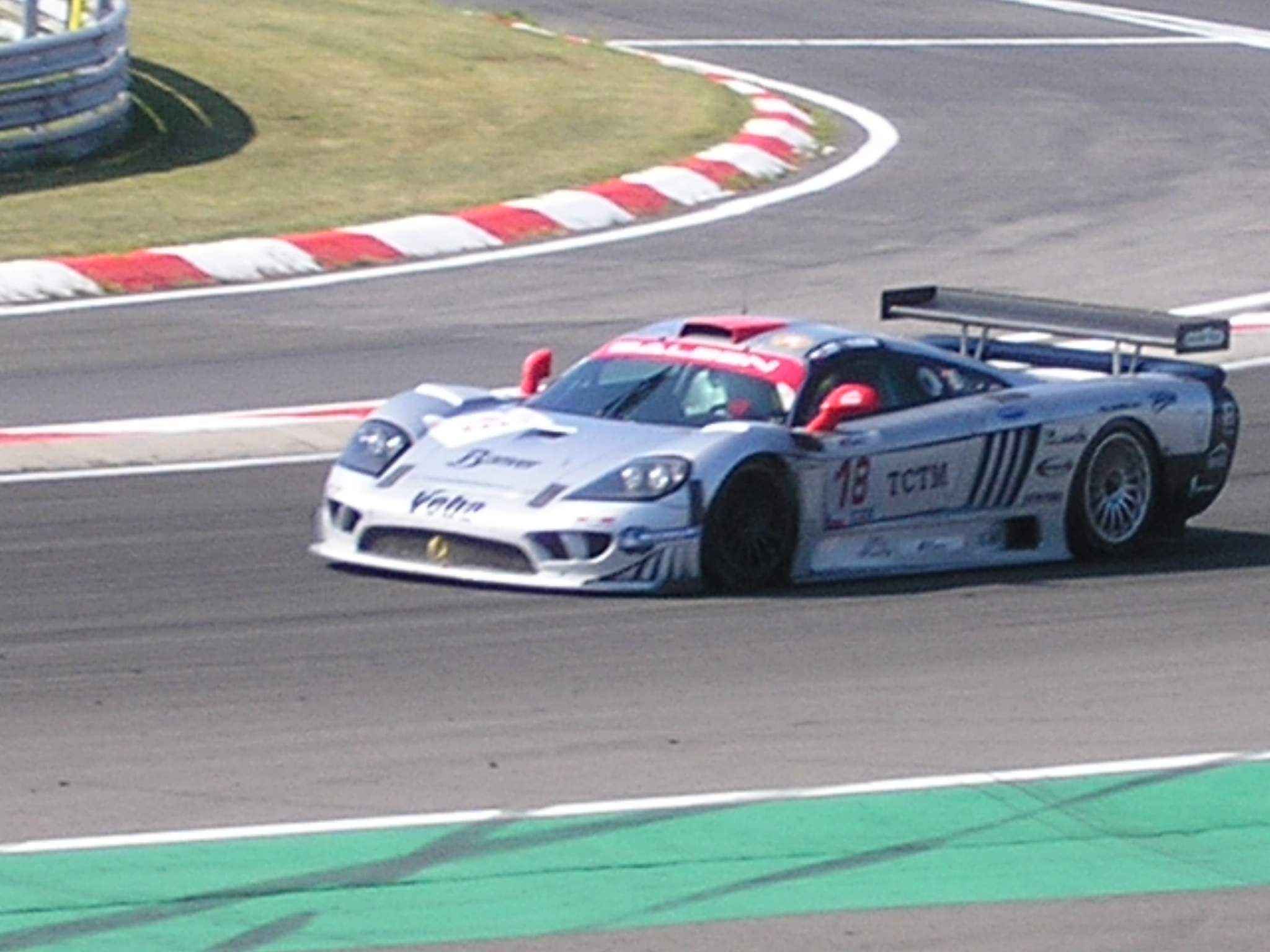
Ein Saleen S7R von K plus K Motorsport auf dem Hungaroring 2009

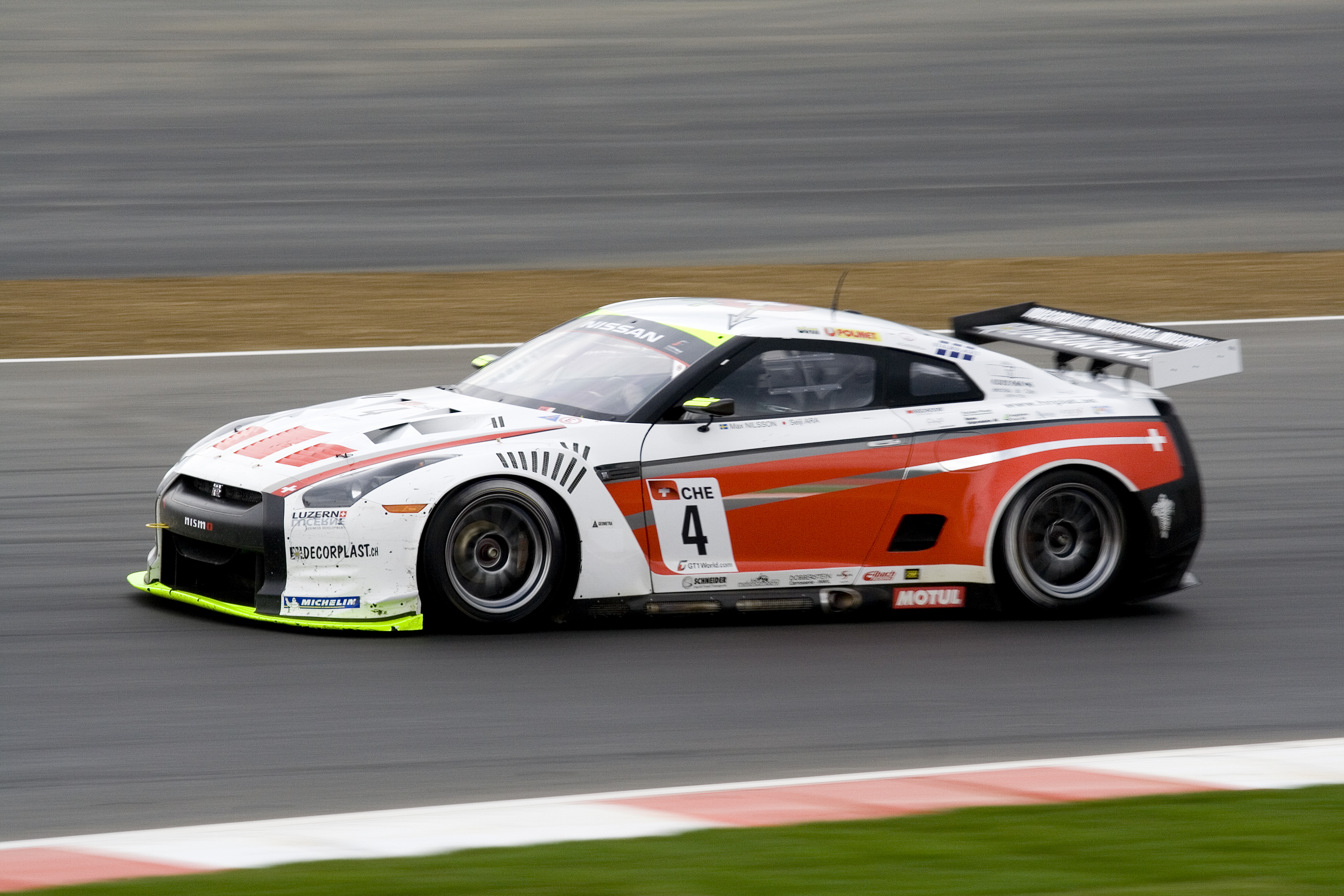
Der Nissan GT-R des Swiss Racing Team von Nilsson/Ara in Silverstone 2010

### Formelsport
Von 2000 bis einschliesslich 2009 war SRT im Formelsport aktiv.
Das Team stieg zunächst in den Deutschen Formel-3-Cup ein, wechselte aber in den Jahren 2003 und 2004 in die Formel-3-Euroserie. 2005 kehrte SRT in den Deutschen Formel-3-Cup zurück und erzielte dort 2008 den bisher einzigen Titel durch Frédéric Vervisch. Verwisch wechselte jedoch während der Saison zu Jo Zeller Racing und erzielte nur zwei seiner sieben Siege mit SRT.

### Gran Turismo
Im Jahr 2007 expandierte das Swiss Racing Team in den Bereich Gran Turismo. Für zwei Jahre betreute das Team den Einsatz der Aston Martin DBR9 von Jetalliance Racing in der FIA-GT-Meisterschaft. Zwischen 2007 und 2008 erzielte das Team in dieser Rennserie sechs Siege mit den Fahrern Karl Wendlinger und Ryan Sharp. Jetalliance Racing wurde 2007 und 2008 in der Teamwertung Gesamtdritter.
2009 übernahm SRT die gleiche Funktion als technische Betreuer für die Saleen S7R des tschechischen Teams von K plus K Motorsport in der FIA-GT-Meisterschaft. Der Rennstall gewann mit Wendlinger und Sharp die Rennen in Silverstone und auf dem Hungaroring. Allerdings wurde der Sieg in Ungarn wegen eines nicht bestandenen Stall-Tests und der daraufhin folgenden Disqualifikation aberkannt. K plus K Motorsport zog die Saleen nach jenem Rennen aus der Serie zurück und beendete die Saison.

### FIA-GT1-Weltmeisterschaft
2010 wechselte das Swiss Racing Team in die neu ausgeschriebene FIA-GT1-Weltmeisterschaft. Als offizielles Nissan-Kundenteam setzte SRT als eines von zwei Teams zwei Nissan GT-R ein. Karl Wendlinger teilte sich ein Fahrzeug mit Henri Moser, dem GT3-Europameister von 2007. Den zweiten Nissan GT-R des Teams fuhren der japanische Le-Mans-Gewinner Seiji Ara und der ehemalige SRT-Formel-3-Fahrer Max Nilsson. Die besten Resultate des Jahres 2010 waren zwei zehnte Plätze von Wendlinger und Moser, während Ara und Nilsson punktelos blieben. Das Swiss Racing Team belegte in der Mannschaftswertung daher auch nur den zehnten Platz.
Im Jahr 2011 blieb das Swiss Racing Team in der FIA-GT1-Weltmeisterschaft, es wechselte allerdings den Hersteller und verwendete zwei von Reiter Engineering entwickelte Lamborghini Murciélago LP670 R-SV. Karl Wendlinger und Max Nilsson traten erneut für die Mannschaft Othmar Weltis an. Zusammen mit Wendlinger fuhr der erfahrene GT-Pilot Peter Kox, Nilsson startete gemeinsam mit dem Tschechen Jiří Janák.
Durch einen Unfall beim vierten Saisonlauf auf dem Sachsenring wurden beide Fahrzeuge von SRT stark beschädigt, so dass sich das Team nach langwierigen Problemlösungsversuchen entschloss, aus der Meisterschaft auszusteigen.

## Ergebnisse

### Formelserien
- 1. Platz in der Fahrerwertung des Deutschen Formel-3-Cup 2008.

### FIA-GT1-Weltmeisterschaft
| 2010 | Swiss Racing Team | Nissan      | 3 | 9  | 14  | 15 | Ret | 12 | 10  | 21  | 15  | 16 | 12 | 14 | 10 | Ret | 20 | 14 | Ret | 17 | 18 | 7   | Ret | 5  | 10 |
| 2010 | Swiss Racing Team | Nissan      | 4 | 12 | Ret | 14 | 9   | 15 | 14  | 12  | Ret | 17 | 16 | 17 | 21 | 11  | 18 | 13 | Ret | 13 | 16 | Ret | 13  | 5  | 10 |
| 2011 | Swiss Racing Team | Lamborghini | 5 | 10 | 7   | 4  | 4   | 10 | 5   | 12  | Ret |    |    |    |    |     |    |    |     |    |    |     |     | 32 | 8  |
| 2011 | Swiss Racing Team | Lamborghini | 6 | 13 | Ret | 8  | DNS | 12 | Ret | Ret | Ret |    |    |    |    |     |    |    |     |    |    |     |     | 32 | 8  |

| Legende  | Legende            | Legende                                                          |
| Farbe    | Abkürzung          | Bedeutung                                                        |
| -------- | ------------------ | ---------------------------------------------------------------- |
| Gold     | –                  | Sieg                                                             |
| Silber   | –                  | 2. Platz                                                         |
| Bronze   | –                  | 3. Platz                                                         |
| Grün     | –                  | Platzierung in den Punkten                                       |
| Blau     | –                  | Klassifiziert außerhalb der Punkteränge                          |
| Violett  | DNF                | Rennen nicht beendet (did not finish)                            |
| Violett  | NC                 | nicht klassifiziert (not classified)                             |
| Rot      | DNQ                | nicht qualifiziert (did not qualify)                             |
| Rot      | DNPQ               | in Vorqualifikation gescheitert (did not pre-qualify)            |
| Schwarz  | DSQ                | disqualifiziert (disqualified)                                   |
| Weiß     | DNS                | nicht am Start (did not start)                                   |
| Weiß     | WD                 | zurückgezogen (withdrawn)                                        |
| Hellblau | PO                 | nur am Training teilgenommen (practiced only)                    |
| Hellblau | TD                 | Freitags-Testfahrer (test driver)                                |
| ohne     | DNP                | nicht am Training teilgenommen (did not practice)                |
| ohne     | INJ                | verletzt oder krank (injured)                                    |
| ohne     | EX                 | ausgeschlossen (excluded)                                        |
| ohne     | DNA                | nicht erschienen (did not arrive)                                |
| ohne     | C                  | Rennen abgesagt (cancelled)                                      |
| ohne     | keine WM-Teilnahme |                                                                  |
| sonstige | P/fett             | Pole-Position                                                    |
| sonstige | 1/2/3/4/5/6/7/8    | Punktplatzierung im Sprint-/Qualifikationsrennen                 |
| sonstige | SR/kursiv          | Schnellste Rennrunde                                             |
| sonstige | *                  | nicht im Ziel, aufgrund der zurückgelegten Distanz aber gewertet |
| sonstige | ()                 | Streichresultate                                                 |
| sonstige | unterstrichen      | Führender in der Gesamtwertung                                   |

## Galerie

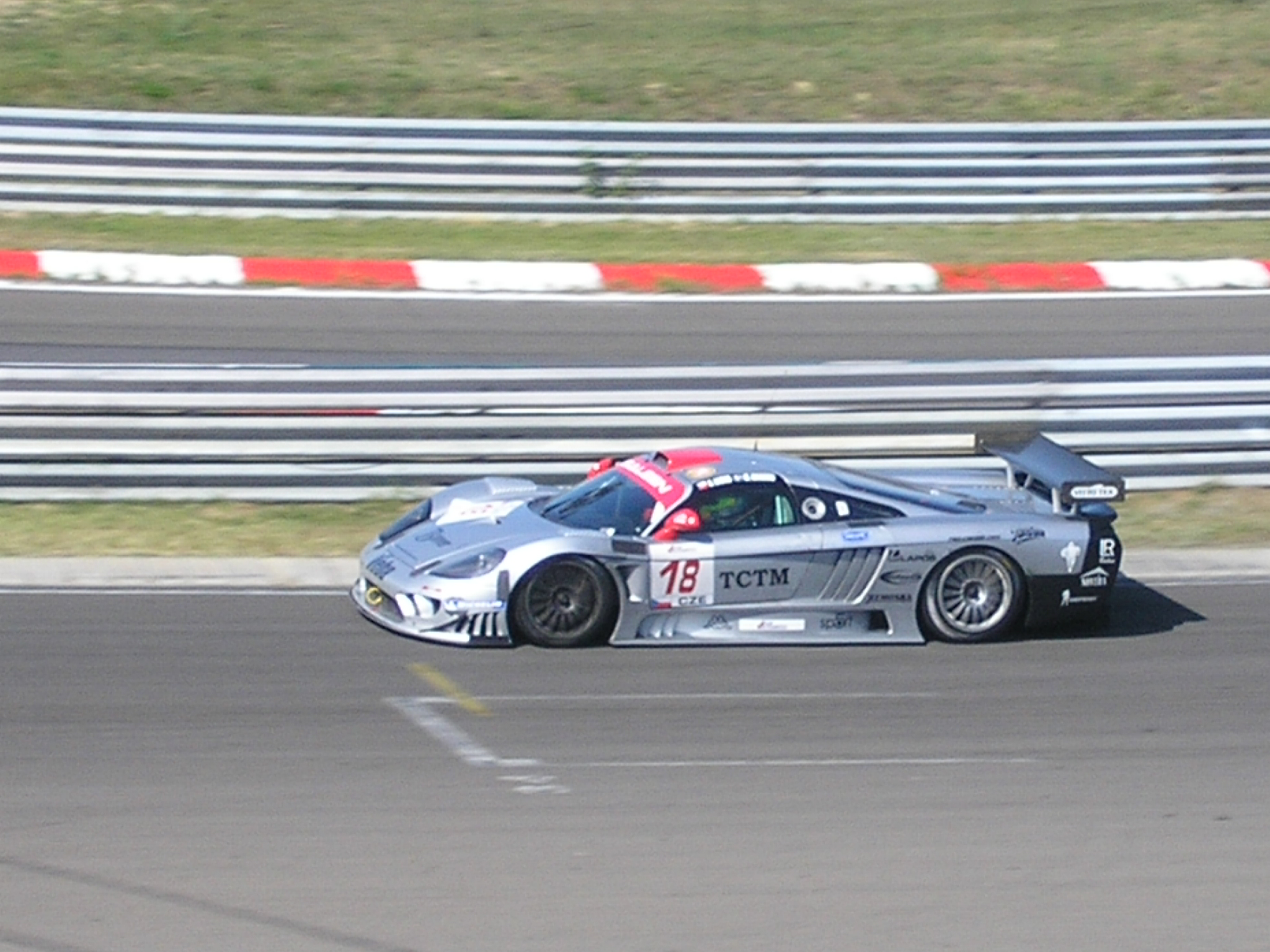
Ein Saleen S7R von K plus K Motorsport auf dem Hungaroring 2009
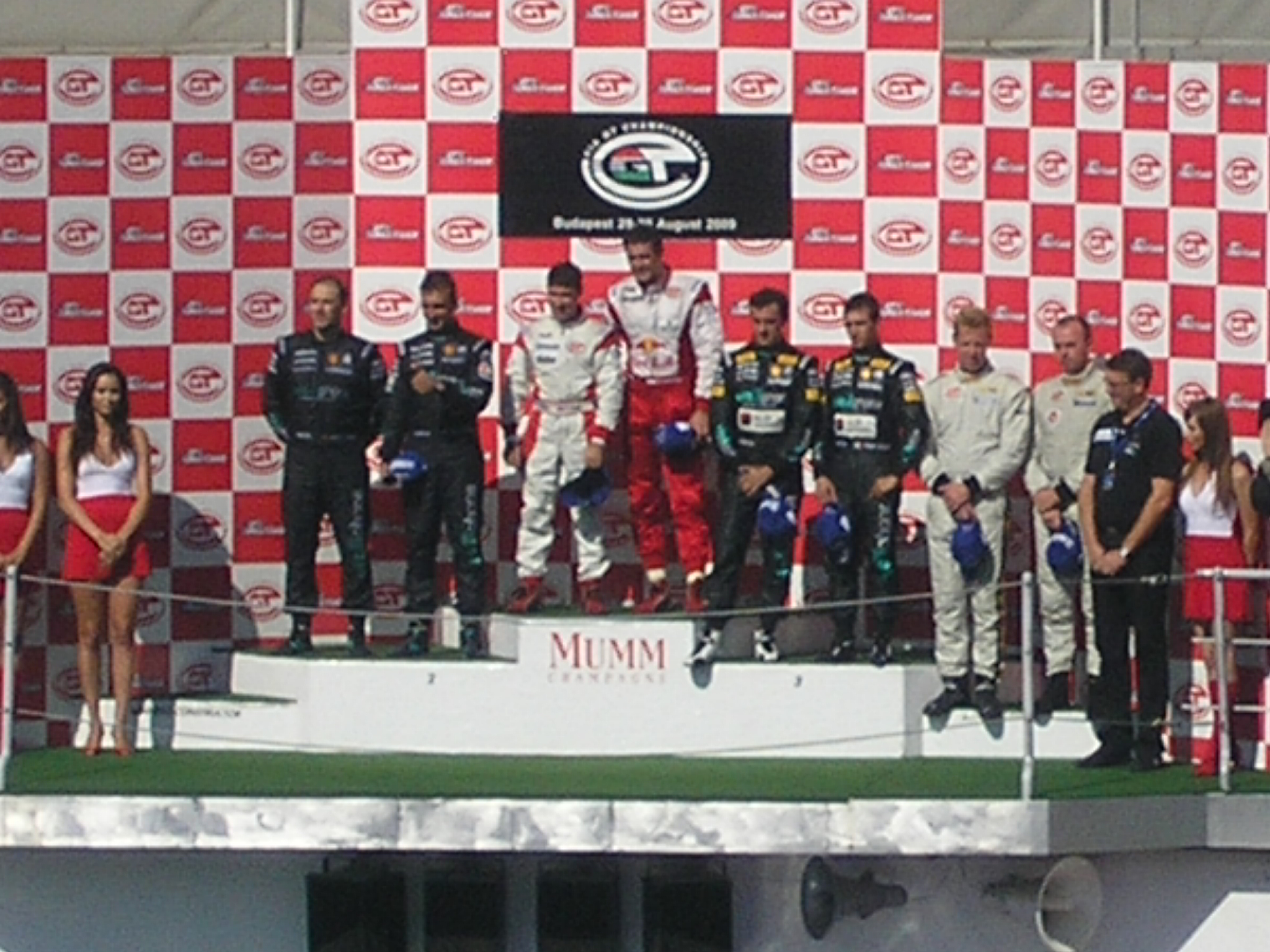
Wendlinger/Sharp auf dem Siegerpodest beim FIA-GT-Lauf in Ungarn
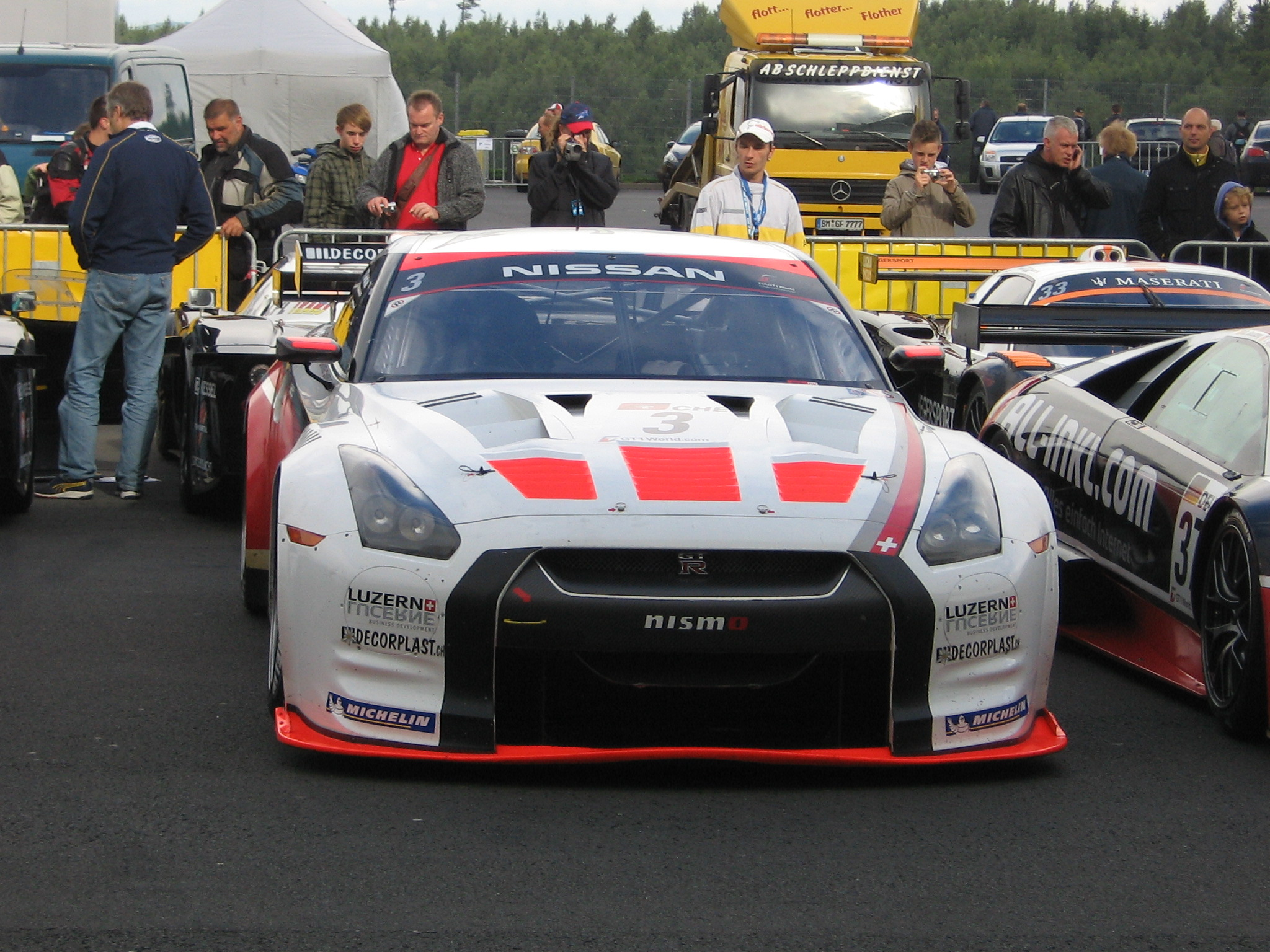
Der Nissan GT-R des Swiss Racing Team mit der Startnummer 3 auf dem Nürburgring 2010
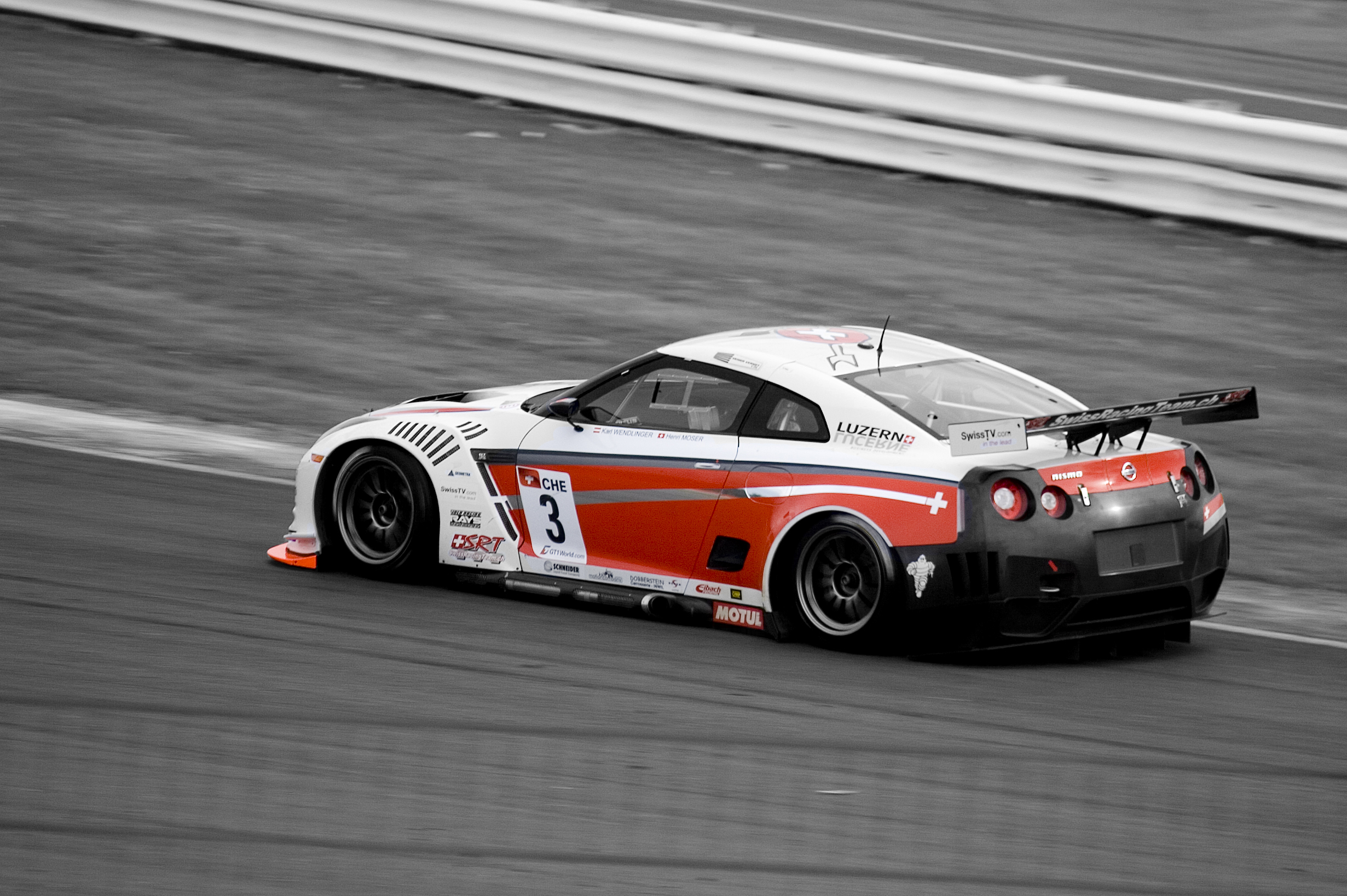
Der Nissan GT-R von Wendlinger/Moser in Silverstone 2010
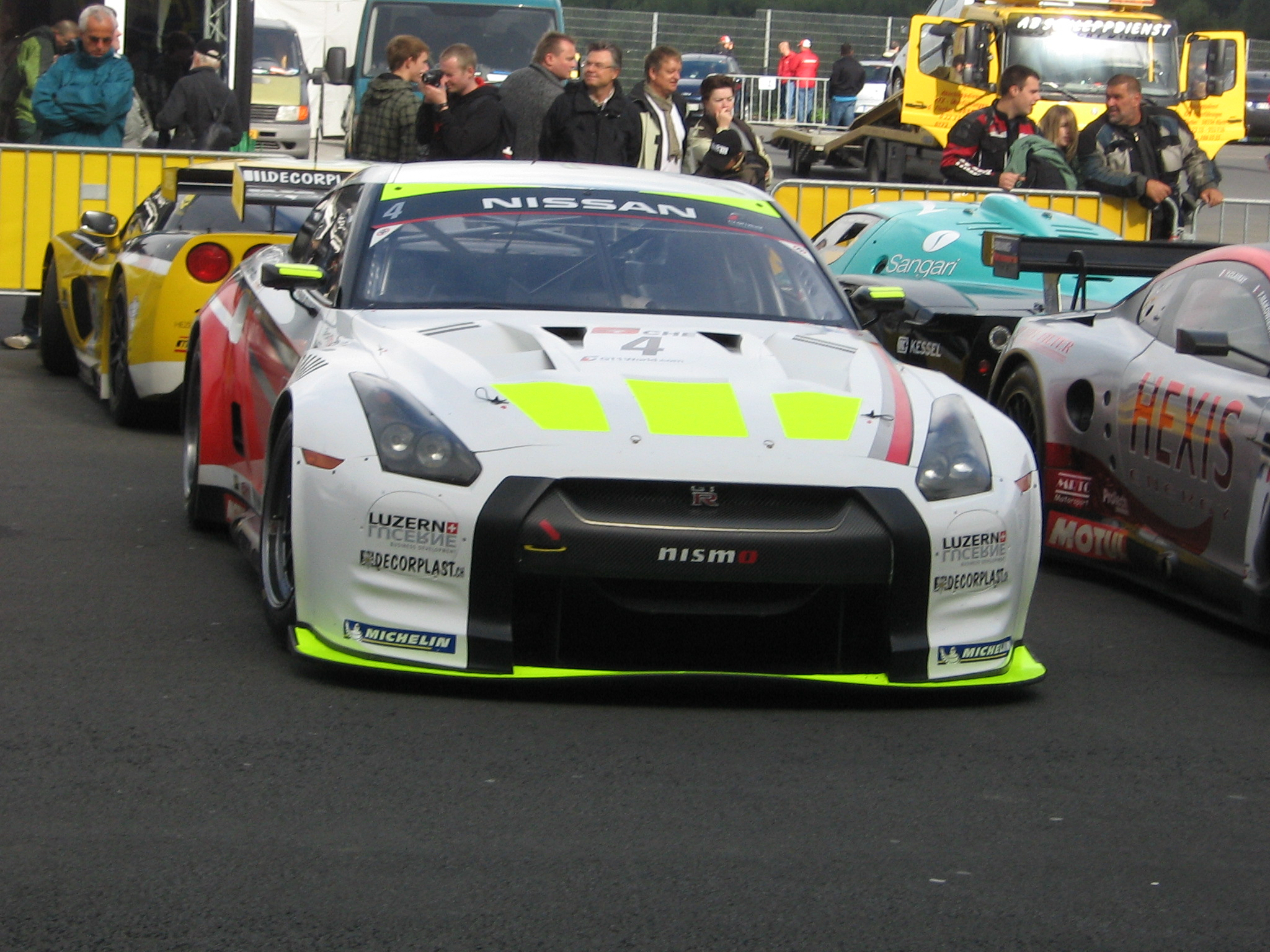
Der Nissan GT-R von Nilsson/Ara auf dem Nürburgring 2010